# 梅诺卡岛

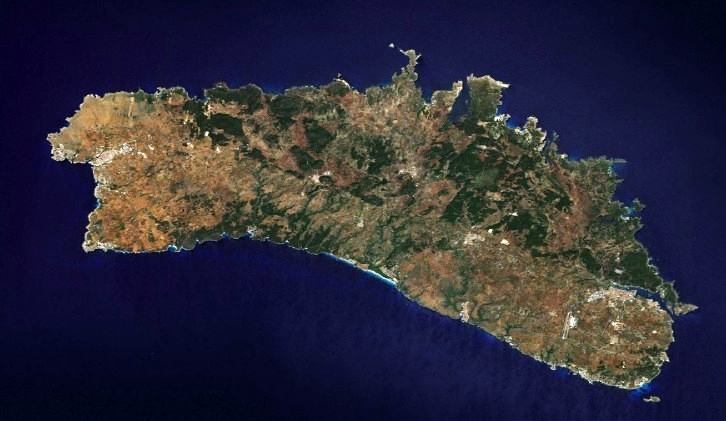
梅諾卡島衛星圖

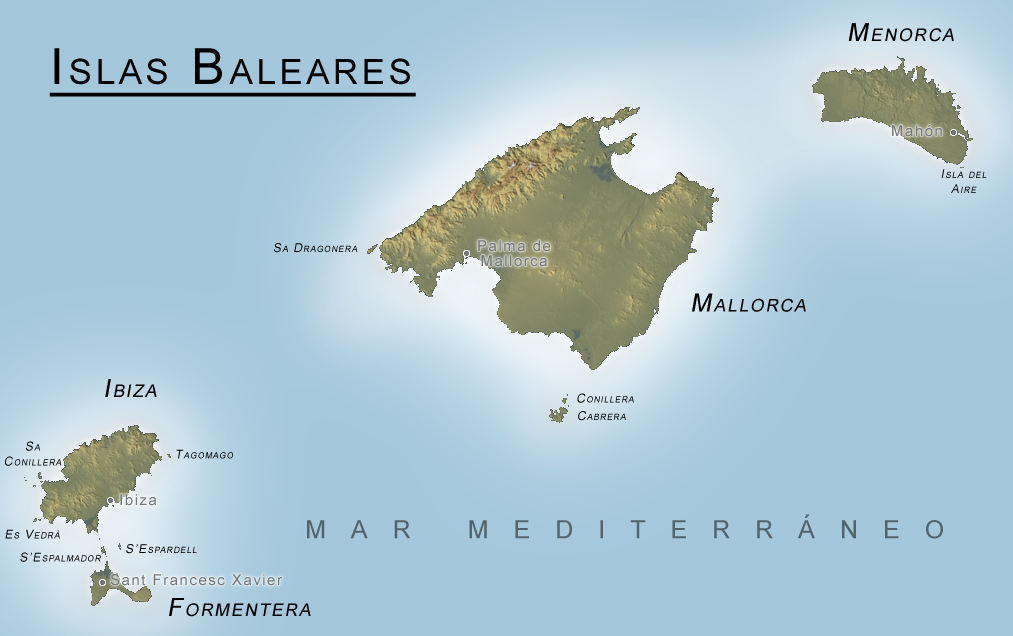
巴利阿里群島（梅諾卡島位於東北方）

梅诺卡岛是地中海西部一島嶼，屬西班牙巴利阿里群島的第二大島。位於馬略卡島東北，面積約700平方公里。人口約九萬（2010年）。
全島長約50公里，寬約15公里，地勢平坦，為叢林所覆蓋，氣候溫和。岛上制高点为托羅山，海拔358公尺。
梅諾卡島於1708年被英國在西班牙王位繼承戰爭期間佔領，至1713年《烏德勒支和約》中西班牙正式割讓梅諾卡島予英國。西班牙在十八世紀曾兩次奪回梅諾卡島，但最終全島被英國再度佔領。直到1802年，英法兩國簽署《亞眠和約》，英國將梅諾卡島交回西班牙，結束英國對該島近一百年統治。
梅諾卡島首府馬翁有梅诺卡机场，旅遊業發達。
礦產有鉛、鐵和銅。

## 關連項目
- 骑兵角灯塔（西班牙语：Faro de Cabo de Cavallería）
- 阿特鲁奇灯塔（西班牙语：Faro de Artrutx）
- 法瓦里奇灯塔（西班牙语：Faro de Favàritx）
- 納蒂角燈塔（西班牙语：Faro de Punta Nati）
- 艾雷島燈塔（西班牙语：Faro de Isla del Aire），位於梅諾卡島東南方的艾雷島上

## 外部連結
- （英文）Minorca Official Site （页面存档备份，存于）
- （英文）Minorca Tourism （页面存档备份，存于）
- （英文）Minorca - local travel information （页面存档备份，存于）
- 游览梅诺卡岛，西班牙旅游的官方网页